# Jednání
Jednání je velmi obecný pojem pro jakoukoli motivovanou, více méně reflektovanou a cílevědomou činnost nějakého subjektu (člověka, skupiny lidí, případně i organizace). Jako vědomá činnost je výrazem jejich svobody, za niž v důsledku toho nesou také odpovědnost. Tím se liší od vnějškově popisovaného chování, jež nic takového nepředpokládá a může zahrnovat i živočichy atd., tak také od kauzálně určeného reagování, které lze vysvětlit z jeho příčin. Pojem jednání patří mezi základní pojmy praktické filosofie, společenských věd a zejména práva.
V užším smyslu může označovat i řečové jednání čili vyjednávání, v němž se dvě nebo více stran snaží najít společné stanovisko a dohodu. Soudní jednání se liší přítomností autoritativního rozhodčího - soudce.

## Filosofie
Podle Aristotela lze o jednání mluvit jen tam, kde jeho původce ví, že mohl jednat také jinak nebo nejednat. Jeho původ musí být v jednajícím člověku samém, nikoli mimo něho. Aristotelés dále zavedl významné rozlišení mezi jednáním (praxis) a zhotovováním (poiésis). Zatímco jediným cílem zhotovování je výsledek (výrobek), jednání může mít smysl samo v sobě. Pokud je jediným cílem činnosti uvařit kávu nebo dostat se na nějaké místo, má smysl uvažovat o tom, jak ji například zrychlit, co nejdříve dovést do konce. U činností, které mají smysl samy v sobě - například na procházce nebo při hře - tomu tak není. Pro Aristotela je jednání a myšlení vlastní náplní života svobodného člověka, jehož cílem je dobře žít a nikoli co nejdříve zemřít.
Scholastika rozlišuje mezi intencí či záměrem a tím, kvůli čemu člověk jedná (cílem, účelem). Smysluplné jednání se často skládá z mnoha jednotlivých činností, které na sebe navazují. Pak je třeba rozlišovat mezi konečným účelem a prostředky, jež k němu vedou. Vztah mezi účelem a prostředky je dodnes významné téma etiky. Immanuel Kant rozlišuje vnitřní jednání (rozmýšlení, rozvažování), které je plně v moci jednajícího, a vnější jednání, které podléhá různým nahodilým okolnostem a které tudíž jednající nemá plně v rukou. Proto za ně nemůže nést plnou odpovědnost. Hegel - podobně jako Aristotelés - považuje jednání za vlastní náplň života: „Čím subjekt jest, to je řada jeho jednání.“
Jednání má řadu fází, od záměru přes rozhodnutí, přípravy a provádění až po zpětné hodnocení. Ve společnosti se téměř nikdy nevyhneme tomu, aby jeho důsledky nějak dopadly i na druhé lidi. Může být kooperativní, ale také soutěživé, soupeřivé nebo nepřátelské. V každé z těchto forem se na ně kladou různá omezení a nároky, etické i právní.
V. Preclík uvažuje, že by se řada těchto činností (včetně myšlení) mohla v budoucnosti nahradit kybernetickými či fyzikálně-kybernetickými systémy. Je ovšem otázka, co přesně pod těmito pojmy rozumí.

## Sociologie
Jednání je činnost mající cíl a plán k jeho realizaci. Zahrnuje analýzu situace a předpoklad určitého výsledku. V sociologii je jednání spjato s reakcí jiné osoby (či jiných osob).  Podle Maxe Webera je sociální jednání takové jednání, které se svým smyslem míněným jedním nebo více jednajícími vztahuje k chování jiných. Na základě toho se orientuje ve svém průběhu, nese s sebou určitý záměr a člověkem jasně vymezený cíl.  Niklas Luhmann a další dokonce za jednání tvořící společnost pokládají pouze komunikace. Teprve komunikacemi a výměnami vznikají společenské struktury, instituce a organizace, které pak ovšem jednání významně ovlivňují a určují. Předmětem sociologie pak nejsou sami lidští či skupinoví aktéři, nýbrž pouze jejich pozorovatelná jednání, vztahy a struktury. Tak se do jisté míry vrací k pojetí Émile Durkheima, pro něhož východiskem sociologie musí být „sociální fakta“, instituce a struktury.
Významově podobná činnost jednání je chování. Max Weber vymezuje jednání jako takové chování, které má subjektivní smysl pro svého nositele. Smysl Weber rozděluje na faktický a subjektivní. Faktický smysl se snaží vysvětlit jednání jednotlivců či celých skupin, subjektivní smysl se o něco takového nepokouší a právě subjektivním smyslem se podle Webera sociologie jako empirická věda zabývá. Sociologie se nesnaží najít normativně správný platný smysl, na rozdíl od jiných věd jako je etika, estetika, či právo. Pojmy smysluplné a reaktivní (tedy na něco reagující a ne dopředu promyšlené) jednání nejsou jasně vymezeny a někdy se překrývají (například tradiční jednání). Typem sociálního jednání je také zvyk a mrav, jejichž katalyzátorem je určitá pravidelnost jednání v určitém okruhu osob.
Max Weber rozlišil čtyři druhy jednání:
- tradiční – založeno právě na jakési zvyklosti, obyčeji. Například si chci koupit nový počítač a při tom se rozhoduji na základě značky, se kterou jsem již pracoval a nechci ji měnit. Důležitá je také chronologická posloupnost, tedy kupuji si stále lepší typy počítače.
- emocionální (afektivní) – zaměřuji se výhradně na vnější vzezření a ostatní mě nezajímá. Znovu příklad s počítačem, kdy na mě nepůsobí cena, výkon atd., nýbrž dojem z kusu, který se aktuálně nachází přede mnou. Nezvažuji, jednám dle aktuálního pocitu.
- hodnotově racionální – v případě tohoto jednání není myšleno na důsledky z něj vyplývající, vychází se pouze z vlastních hodnot a motivů např. etických, estetických, náboženských, které mohou být několikerého druhu. Vesměs platí, že kýženým je jednání samo bez ohledu na ostatní, podobně jako emocionální.
- účelově racionální – především uvažuje, posuzuje výhody a nevýhody, snaží se přemýšlet i o vedlejších důsledcích konání a snaží se jednat, co možná nejefektivněji do budoucna.

Weber ovšem upozorňuje na fakt, že první dva typy jednání již velmi pravděpodobně přesahují hranice toho, čemu se jednání může říkat, neboť postrádají vědomý smysl.
Součástí jednání je i reakce na něj. K tomu je důležité jednání porozumět. Max Weber rozděluje porozumění na dvě kategorie:
- 1) porozumění aktuální – aktuálně rozumíme racionálním výrokům, např. 1 + 1 = 2, nebo i jednání iracionálnímu, které můžeme vypozorovat ze změn v obličeji (hněv, smutek)
- 2) porozumění vysvětlující – při vysvětlujícím porozumění jednání nejenom rozumíme, ale zároveň ho můžeme dát do souvislostí. Pokud někdo vysloví výrok 1 + 1 = 2, dokážeme jej nejen pochopit, ale i zasadit do

souvislostí, např. vyučování v základní škole, jednoduché počty apod.
Porozumění ve všech těchto případech znamená uchopení míněného smyslu výkladem. Buď při historickém zkoumání jednání (tedy opravdu, reálně míněného smyslu) nebo při sociologickém výzkumu (tedy smyslu přibližného) a konečně vědecky (tedy smyslu čistého, ideálního typu).
Dalším z řady sociologů, kteří zkoumali sociální nebo lidské jednání byl multivědec Talcott Parsons. Byl téměř půl 20. století spojen s Harvardovou universitou. Ve své sociologické sekci tam podroboval společnost analýze, z čehož pak vznikl pojem strukturální funkcionalismus, vnímající společnost, která působí ve strukturách, jež mají každá svou funkci.
Své výsledky uvažování a bádání o sociálním jednáním pojmenoval jako voluntaristickou (podle latinského voluntas = vůle) teorii jednání. Byla založena na díle Maxe Webera a Emila Durkheima. Původně se zabýval pouhými jednotkami jednání, v nichž ještě lze identifikovat jednající osobu, cíl a situaci jednání, důležitými považuje okolnosti. Později se zabývá celým sociálním systémem. Důležitá je stabilita sociálního systému, bylo nutné stanovit podmínky pro orientaci jednajících. Podle něj jednání popisují tři aspekty: 1. stav situace, 2. potřeby jednání, 3. hodnocení situace jednajícím. Vychází z toho fakt, že dosažení vyváženého stavu v systému zajistí dělání kompromisů, tedy nalezení průsečíku mezi vlastními a společenskými potřebami. Nakonec se ovšem jedinec pokouší přizpůsobovat zájmům systému, neboť nechce být za prosazování vlastních penalizován.
Dalším důležitým faktorem jsou hodnoty jednajících, jež nastavují orientaci jednání. Parsons vymezil pět proměnných, které nastavují orientaci individuálního jednání a působí k sobě v protikladu:
1. . afektivita – afektivní neutralita = založeno na tom, co jednající cítí, afektivní neutralita v sobě zahrnuje hodnocení
2. . orientace na sebe – orientace na kolektivu = první pojem vyjadřuje pouhé zaměření na své cíle, druhý vyjadřuje důležitou reflexi o potřebách ostatních, nejenom svých vlastních
3. . univerzalismus = orientace na všechno – partikularismus = orientace speciální
4. . výkon = možnost výběru řešení – askripce = má předepsané řešení
5. . určenost a neurčenost chování

Tyto typy proměnných určují, podle svého nastavení, charektery jednání v určité společnosti.

## Právo
Právní teorie pokládá jednání za projev vůle jednajícího a rozlišuje jednání dovolená (licita) a nedovolená (illicita). Čin vynucený nebo vylákaný podvodem proto není jednáním. Jednání dále předpokládá právní způsobilost, takže malé děti a osoby nesvéprávné jednat nemohou. Skutečnosti vzniklé dovoleným jednáním (například smlouvou) musí právo chránit, nedovolená jednání naopak trestat. Velkým problémem moderního trestního práva je otázka, do jaké míry je pachatel za svůj čin skutečně odpovědný - jinak řečeno, do jaké míry to bylo jeho jednání. Proto se u některých trestných činů musí prokazovat také úmysl, jindy se naopak berou v úvahu i různé polehčující okolnosti (snížená soudnost a podobně).